# Lilla Djupberget
Lilla Djupberget är en ö i Finland. Den ligger i Finska viken och i kommunen Lovisa i den ekonomiska regionen  Lovisa i landskapet Nyland, i den södra delen av landet. Ön ligger omkring 82 kilometer öster om Helsingfors.
Öns area är 0,3 hektar och dess största längd är 90 meter i öst-västlig riktning. Närmaste större samhälle är Lovisa, 16,2 km nordväst om Lilla Djupberget.